# E3 (trasa europejska)
E3 – trasa europejska pośrednia północ-południe w północno-zachodniej Francji, o długości 459 km, łącząca miasta Cherbourg i La Rochelle.

## Drogi w obrębie trasy E3
- droga krajowa N13: z Cherbourg do Carentan
- droga krajowa N174: z Carentan do Torigni-sur-Vire
- autostrada A84: z Torigni-sur-Vire do Rennes
- obwodnica Rennes droga krajowa N136
- droga krajowa N137: z Rennes do Nantes
- obwodnica Nantes droga krajowa N844
- autostrada A83: z Nantes do Sainte-Hermine
- droga krajowa N137: z Sainte-Hermine do La Rochelle

## Przebieg trasy E3
Cherbourg – Valognes – Montebourg – Sainte-Mère-Eglise – Carentan – Saint-Jean-de-Daye – Saint-Lô – Torigni-sur-Vire – Pont-Farcy – Villedieu-les-Poêles – Avranches – Pontaubault – Saint-James – Saint-Sauveur-des-Landes – Saint-Aubin-du-Cormier – Liffré – Rennes – Crevin – Bain-de-Bretagne – Derval – Nozay – Nantes – Montaigu – Bournezeau – Saint-André-Goule-d’Oie – Sainte-Hermine – Marans – La Rochelle

## Stary system numeracji
Do 1985 obowiązywał poprzedni system numeracji, według którego oznaczenie E3 dotyczyło trasy Lizbona – Paryż – Sztokholm o naastępującym przebiegu: Lizbona – Vila Franca de Xira – Coimbra – Celorico da Beira – Vilar Formoso – Hendaye – Bordeaux – Tours – Paryż – Lille – Kortrijk – Gandawa – Antwerpia – Hechtel – Venlo – Oberhausen – Hamm – Bielefeld – Oyenhausen – Hanower – Hamburg – Neumünster – Schleswig – Flensburg – Kolding – Vejle – Frederikshavn – przeprawa promowa – Göteborg – Örebro – Arboga – Södertälje – Sztokholm.

### Drogi w ciągu dawnej E3
Lista dróg opracowana na podstawie materiału źródłowego
| Portugalia        | - droga nr 1: Lizbona – Coimbra - droga nr 17: Coimbra – Celorico da Beira - droga nr 16: Celorico da Beira – Vilar Formoso (granica z Hiszpanią) |
| Hiszpania         | - droga nr 620: granica z Portugalią – Salamanca – Valladolid – Burgos - autostrada E3: Burgos – San Sebastián – Irun (granica z Francją) |
| Francja           | - autostrada E3: granica z Hiszpanią – Bayonne - droga nr 10: Bayonne – Bordeaux - autostrada A10: Bordeaux – St-André-de-Cubzac - droga nr 10: St-André-de-Cubzac – Angoulême – Poitiers - autostrada A10: Poitiers – Tours – Blois – Orléans – Paryż - autostrada A1: Paryż – Lille – granica z Belgią |
| Belgia            | autostrada E3: granica z Francją – Kortrijk – Gandawa – Antwerpia – granica z Holandią |
| Holandia          | autostrada A67: granica z Belgią – Eindhoven – Venlo – granica z RFN |
| Niemcy Zachodnie  | - autostrada A2: granica z Holandią – Duisburg – Oberhausen – Recklinghausen – Kamen - autostrada A1: Kamen – Münster – Osnabrück – Brema – Hamburg - autostrada A7: Hamburg – Neumünster – Rendsburg – Schleswig – Flensburg – granica z Danią                                                          |
| Dania             | - droga A10: granica z RFN – Kruså – Åbenrå – Haderslev – Kolding – Vejle – Horsens – Århus - droga A10: Århus – Randers – Hobro – Buderup – Svenstrup – Ålborg – Nörresundby – Sæby - droga A10: Sæby – Frederikshavn – Skagen                                                                          |
| przeprawa promowa | |
| Szwecja           | droga E3: Göteborg – Örebro – Arborga – Södertälje – Sztokholm |